# Johan Anders Linder
Pour les articles homonymes, voir Linder.
Johan Anders Linder, né le 20 novembre 1783 à Bygdeå et mort le 1er janvier 1877 à Umeå, est un pasteur, peintre, écrivain et architecte suédois.

## Biographie
Né à Bygdeå en 1783, il est le fils du sergent Thomas Linder et de sa femme Brita Maria Alenius, fille d'un vicaire d'Arvidsjaur. Après la mort de son père, sa mère le destine à la carrière de pasteur. Prêtre (1809), il obtient son premier poste à Umeå dans le nord de la Suède en 1811. Linder et sa femme s'impliquent activement dans la vie sociale de la ville où ils vivent et Linder y officie aussi comme architecte,. il conçoit ainsi, par exemple, le manoir de Baggböle en 1846 comme résidence pour le directeur général de la scierie de Baggböle (en). Il s'agit d'un bâtiment en bois construit pour ressembler à un manoir en pierre. Le manoir sera classé aux monuments historiques en 1964 et deviendra un arboretum dont la demeure sera utilisée pour des conférences et comme restaurant.
Linder a conçu plus tard un manoir similaire à celui qu'il a conçu à la scierie de Baggböle mais au Dalkarlså Folk High School (aujourd'hui la Umeå Folk High School (en)) en 1849.
En 1822, il est nommé comme premier Komminister (sv) de l'assemblée du comté d'Umeå où il restera jusqu'à sa mort.
Comme écrivain, il est l'auteur d'une série d'essais sur les territoires lapons suédois et leurs habitants (Läsning för folket). Les articles qu'il a écrits ont été publiés entre 1849 et 1854. Dans cet ouvrage, il est le premier à publier des poèmes de Anders Fjellner.
Il est mort à Umeå en 1877.

## Galerie

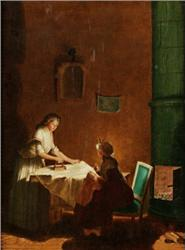
Johan Anders Linder, Gustaviansk interiör
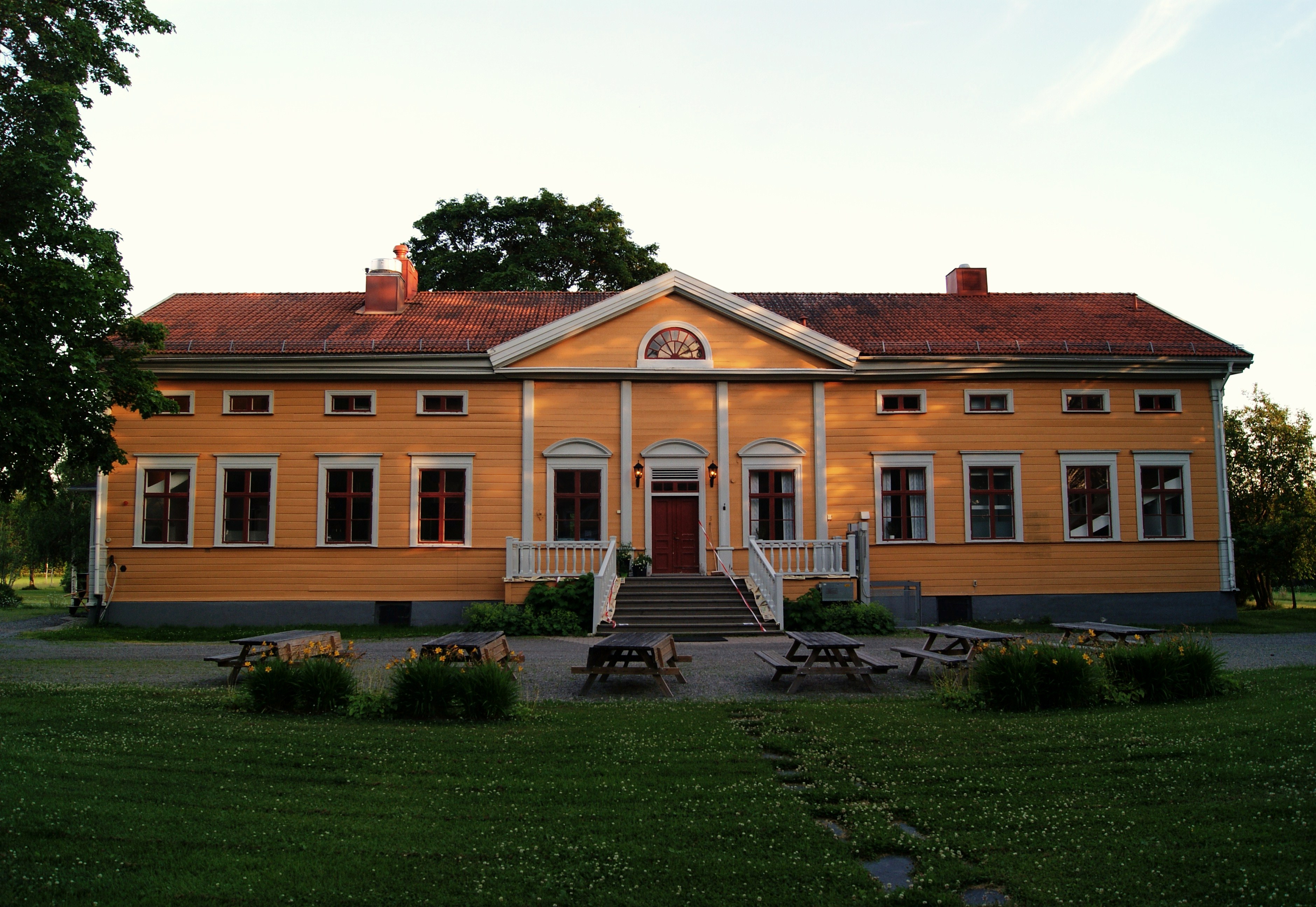
Manoir de Umeå Folk High School